# Nederlandse kampioenschappen schaatsen afstanden 2022 - 10.000 meter mannen
De 10.000 meter mannen op de Nederlandse kampioenschappen schaatsen afstanden 2022 werd op zondag 31 oktober 2021 in ijsstadion Thialf te Heerenveen verreden. Titelverdediger was Jorrit Bergsma, die nu alweer zijn zevende titel op de 10.000 meter won en na de 5000 meter twee dagen eerder zijn tweede titel op dit NK.

## Uitslag
| #  | Schaatser        | Tijd     |
| -- | ---------------- | -------- |
| 1  | Jorrit Bergsma   | 12.39,67 |
| 2  | Patrick Roest    | 12.48,05 |
| 3  | Marwin Talsma    | 12.50,91 |
| 4  | Marcel Bosker    | 13.04,26 |
| 5  | Victor Ramler    | 13.05,66 |
| 6  | Kars Jansman     | 13.07,12 |
| 7  | Jos de Vos       | 13.08,35 |
| 8  | Beau Snellink    | 13.12,83 |
| 9  | Lex Dijkstra     | 13.16,35 |
| 10 | Crispijn Ariëns  | 13.30,72 |
| 11 | Jordy van Workum | 13.37,04 |
| DQ | Mats Stoltenborg |          |

1987 · 
1988 · 
1989 · 
1990 · 
1991 · 
1992 · 
1993 · 
1994 · 
1995 · 
1996 · 
1997 · 
1998 · 
1999 · 
2000 · 
2001 · 
2002 · 
2003 · 
2004 · 
2005 · 
2006 · 
2007 · 
2008 · 
2009 · 
2010 · 
2011 · 
2012 · 
2013 · 
2014 · 
2015 · 
2016 · 
2017 · 
2018 · 
2019 · 
2020 · 
2021 · 
2022 · 
2023 · 
2024 · 
2025